# Móng vuốt tám báo đốm và nai
Móng vuốt tám báo đốm và nai (tiếng Mixtec: Iya Nacuaa Teyusi Ñaña), hay 8 con nai (1063—1115) là một nhà vua Mixtec quyền lực vào thế kỷ 11 ở Oaxaca được đề cập đến trong bản thảo luật Zouche-Nutall ở thế kỷ 15, và các bản thảo Mixtec khác. Tên họ của ông được phiên dịch theo một cách khác Móng vuốt hổ và Móng vuốt mèo gấm. Cuộc đời của ông John Pohl kéo dài từ năm 1063 tới khi ông ta hy sinh vào năm 1115. Phụ âm với tập quán tiêu chuẩn của người Trung Mỹ, thành phần "Tám con nai" trong tên của ông đề cập đến ngày sinh trong chu kỳ 260 ngày của người Trung Mỹ, những chu kỳ đó đi qua 13 số và 20 dấu hiệu khác nhau (như là động vật, thực vật, hiện tượng tự nhiên).